# Rovine (romanzo)
Rovine (The Ruins) è un romanzo survival horror del 2006 dell'autore americano Scott Smith. È stato pubblicato il 18 luglio 2006 e nel 2008 ne è stato tratto un film.

## Trama
Quattro turisti americani (Eric, la sua ragazza Stacy, la migliore amica di quest'ultima, Amy, e Jeff, fidanzato di Amy) vanno in vacanza in Messico. Fanno amicizia con Mathias, un turista tedesco che parla inglese, e tre greci che non parlano la loro lingua, soprannominati Pablo, Juan e Don Chisciotte. Mathias intende andare a cercare suo fratello Henrich, scomparso nella zona dopo aver seguito una ragazza appena incontrata in uno scavo archeologico, e Jeff convince i tre amici a seguirlo. A loro si aggrega Pablo, che lascia a Juan e Don Chisciotte un biglietto e una mappa per informarli dei loro intenti.
I sei si dirigono nello Yucatán rurale, sulle tracce di Henrich. L'autista che li trasporta alla periferia di Coba cerca di avvertire Amy che il luogo in cui si stanno andando è pericoloso, ma lei non lo capisce bene a causa della barriera linguistica e lo ignora. Vicino a un villaggio maya, il gruppo scopre un sentiero nascosto che conduce a una grande collina coperta da viti e circondata da terra deserta; lì si imbattono in alcuni uomini armati del villaggio che non rispondono ai loro tentativi di comunicazione. Amy sale sulla collina per scattare una foto agli amici e gli uomini, minacciandoli, obbligano i sei a salire sulla collina e a rimanerci.
Il gruppo si rende ben presto conto di essere bloccato, in quanto i guerrieri Maya hanno circondato la collina con archi e fucili, dimostrandosi pronti a sparare loro se cercano di andarsene. Sulla collina trova un accampamento abbandonato, un pozzo e il cadavere di Henrich, ucciso dai Maya e coperto dalle viti. Mentre libera il cadavere dalle viti, Mathias si accorge che le viti producono una linfa acida.
Ingannati dallo squillo di un cellulare che sembra provenire dal pozzo, Pablo cerca di calarsi con una corda ma cade, rimanendo paralizzato alle gambe; anche Eric si ferisce alla gamba scendendo a sua volta nel pozzo per aiutare l'amico. Il gruppo spera che Juan e Don Chisciotte verranno a cercarli, mentre Jeff fa le razioni del cibo e dell'acqua che hanno con loro e organizza dei turni per dormire e vegliare su Pablo.
La mattina dopo, gli amici scoprono che la vite sulla collina è carnivora, in quanto si è infilata nella ferita sulla gamba di Eric e ha consumato le gambe di Pablo fino all'osso; quando Amy rigetta per la nausea, la vite si anima e assorbe il vomito. Jeff decide di mettere dei cartelli intorno alla base della collina per avvertire Juan e Don Chisciotte del pericolo nel caso dovessero arrivare; girando per la collina, scopre che lì sono morte diverse persone che poi sono state divorate dalla vite, lasciando solo effetti personali. I Maya sono terrorizzati dalla vite e vogliono impedire al gruppo di andarsene affinché non possa spargere le spore della vite, che impregnano i loro vestiti.
Jeff nota che i segnali da lui piazzati sono rimossi, quindi decide con gli altri che qualcuno deve aspettare ai piedi della collina per chiedere aiuto se si dovessero presentare Juan e Don Chisciotte. Le condizioni di Pablo si aggravano; Jeff teme che possa morire di infezione, quindi il gruppo decide, con riluttanza, di amputargli le gambe.
Con il diminuire delle loro risorse, Amy e Jeff decidono di tornare al pozzo in cerca del cellulare, addentrandosi in una miniera, ma scoprono che le viti possono riprodurre i suoni che sentono e hanno cercato di trarre in inganno i due per farli precipitare in un altro pozzo e ucciderli. Eric diventa sempre più turbato, sostenendo che la vite sta crescendo "dentro di lui", arrivando a mettere in atto autolesionismo per "rimuoverla". Successivamente, Eric, Amy e Stacy si ubriacano con della tequila e si mettono a litigare, apprendendo inorriditi che le viti possono anche replicare le voci umane. Jeff e Amy hanno un'accesa discussione e lei si allontana. Jeff la sente chiamarlo e vomitare, ma la ignora ritenendola ubriaca.
Il giorno seguente, il gruppo scopre che Amy è morta soffocata nel suo vomito in quanto le viti le sono cresciute in gola. Inoltre, le viti si sono infilate nuovamente nelle ferite aperte di Eric. Jeff suggerisce la possibilità di nutrirsi del corpo di Amy nel caso i soccorsi tardassero ulteriormente ad arrivare, ma gli altri sono in disaccordo e decidono di seppellire il cadavere. Successivamente, le viti iniziano a imitare la voce di Amy e divorano il suo cadavere. Quella notte, una forte pioggia costringe i Maya a mettersi al riparo. Jeff cerca di approfittarne per scappare e cercare aiuto, ma viene ucciso dai Maya e il suo corpo viene trascinato nuovamente sulla collina dalle viti.
Durante il temporale, Stacy approfitta della pioggia per lavarsi mentre Mathias veglia su Pablo ed Eric riposa nella tenda. Le viti imitano i suoni di Stacy e Mathias come se stessero avendo un rapporto sessuale e ciò scatena l'ira di Eric, in quanto Stacy ha già avuto numerose relazioni in passato. Nonostante Stacy neghi fermamente, Mathis rifiuta di rispondere. Si scopre che le viti hanno strangolato Pablo, lasciandogli in testa il cappello di Jeff. Poi usano la voce di Henrich per parlare in tedesco e schernire Mathias.
Al mattino, Mathias e Stacy vanno a cercare Jeff, mentre Eric usa un coltello per cercare di rimuovere le viti dal proprio corpo. Le viti dicono a Stacy e Mathias che Eric è morto e, quando tornano al campo, lo trovano gravemente ferito, in quanto si è tagliato un orecchio e spellato nel tentativo di eliminare la vite. Mathias cerca di sottrargli il coltello, ma viene pugnalato al cuore per errore e muore, venendo consumato dalle piante. I due superstiti realizzano che le viti non hanno ancora ucciso Eric per torturarlo sadicamente, quindi Eric convince Stacy a ucciderlo per risparmiargli ulteriori sofferenze.
Stacy, rimasta sola, va ai piedi della collina per aspettare Juan e Don Chisciotte, mentre i Maya iniziano a rimuovere i loro accampamenti. Al calar della notte, Stacy si suicida tagliandosi i polsi nella speranza che il suo corpo faccia da avvertimento ai due greci quando arriveranno, ma le viti la trascinano altrove.
Tre giorni dopo, Juan e Don Chisciotte arrivano al sito con alcuni turisti brasiliani e salgono sulla collina in cerca di Pablo, subito prima dell'arrivo dei Maya.

## Pubblicazione
Secondo un'intervista al Pittsburgh Tribune-Review , il libro è iniziato come una prova dopo un periodo in cui l'autore si era concentrato sulla scrittura della sceneggiatura di Soldi sporchi. "È stato altalenante [...] Ci rinuncerei, pensando che non avrebbe funzionato... Con Rovine ho semplicemente iniziato a scrivere. Conoscevo la storia a grandi linee, sapevo come sarebbe finita, ma tutto quello che è successo nel mezzo... ho semplicemente scritto. Non l'ho pianificato e questo ha avuto ripercussioni sullo svolgimento della storia. Smith ha aggiunto di non aver mai viaggiato in Messico, dove è ambientato il libro; ha semplicemente letto alcuni libri di viaggio e ha fatto qualche ricerca su Internet.

## Accoglienza
Gillian Flynn di Entertainment Weekly  ha dato al libro una A-, dicendo " Thomas Harris incontra Poe in una storia decisamente attuale", continuando, "Smith ha attinto alle nostre ansie riguardo al riscaldamento globale, al cambiamento climatico, ai super germi - alla nostra paura collettiva che la natura stia finalmente reagendo e ci regala un incubo decisamente organico."
Michiko Kakutani, scrivendo per il New York Times, ha detto: "Come nel suo romanzo d'esordio, Un piano semplice, Mr. Smith si preoccupa di ciò che accade a un gruppo di persone comuni quando vengono improvvisamente messi in una situazione decisamente straordinaria. Nel libro precedente, il male risulta essere qualcosa che si nasconde nel profondo dei cuori avidi dei suoi eroi. In Rovine, il male è qualcosa in cui ci si imbatte casualmente nella giungla". Kakutani, non impressionato, paragonò sfavorevolmente il romanzo con La piccola bottega degli orrori dicendo: "Rovine, tuttavia, non è una commedia o un musical. Sembra pensato per essere un thriller diretto, con alcune scene sanguinose prese dal genere horror introdotte per brividi extra: sai, macabre riprese ravvicinate di persone con le gambe masticate o che vengono soffocate a morte da forze demoniache. forze. Qualunque sia l'umorismo prodotto dalle crudeli piante parlanti della storia sembra essere del tutto involontario."
Su Salon , Laura Miller avverte: "Non iniziate questo libro se siete particolarmente deboli di stomaco o di nervi, e soprattutto non riprendetelo se non siete disposti a tollerare qualche deviazione dalle consuete convenzioni dei thriller e storie dell'orrore. Non tutto ti verrà spiegato, e non tutto si svolgerà nel modo ordinato e rassicurante a cui siamo tutti abituati. Rovine è come tutta la grande narrativa di genere nel suo irresistibile slancio narrativo, ma nella sua mancanza di pietà, è più simile alla vita reale."
Il revisore Tony Buchsbaum si è trovato "sbalordito dal modo nitido e chiaramente concentrato dell'autore con le singole scene, affermando che rappresenta ognunauna come un grande artista, ma si trattiene anche, condividendo solo i frammenti di dettaglio necessari per realizzare la scena".
Stephen King si è espresso positivamente riguardo al romanzo, che ha definito "il libro dell'estate": "Nessuna costruzione silenziosa, suspense in stile Ruth Rendell qui; Smith intende spaventarti a morte, e ci riesce. Non ci sono capitoli né spaccati: Rovine è un lungo grido di terrore. Per le vacanze messicane fa quello che Lo Squalo ha fatto per le spiagge del New England nel 1975."
Il Pittsburgh Tribune-Review ha affermato che il romanzo "è, superficialmente, la perfetta lettura estiva da spiaggia. Tra le righe di Rovine, tuttavia, c'è un commento sociale oscuro, a volte aspro". Il recensore ha aggiunto che "ha una strana dualità in quanto rende direttamente omaggio a Twilight Zone di Rod Serling, e indirettamente a Le correzioni di Jonathan Franzen. La storia di quattro giovani americani colti in una situazione mortale durante un viaggio alle rovine Maya in Messico, crea una tensione in cui Serling eccelleva, creata dal sapere che una situazione sta andando fuori controllo in modi al di là della comprensione dei personaggi".